# Jean Alzine
Jean Alzine (né le 16 novembre 1767 à Perpignan et mort le 3 juillet 1833 à Vernet-les-Bains) est un imprimeur, libraire et militant politique français.
Enseignant au collège royal Perpignan sous l'Ancien régime, il doit renoncer à son poste en 1792. Il devient alors imprimeur, métier nouvellement ouvert après l'abolition des corporations par le décret d’Allarde de 1791, peut-être dès 1792. En 1801, il prend la suite de Guillaume Agel. En 1810, Napoléon Ier établit un brevet d'imprimeur obligatoire, qu'Alzine obtient, ainsi que le brevet de libraire.
Outre des écrits locaux et des livres en catalan et en français, Alzine profite de la proximité de Perpignan avec l'Espagne pour publier des écrivains espagnols ainsi que des traductions (de Fénelon, de Paul et Virginie...) en espagnol. Il étend son marché en Catalogne, à Figueras puis à Barcelone et Gérone, publiant diverses revues ainsi que des documents officiels napoléoniens. Il est, sur la période 1814-1833, le cinquième éditeur français en langue castillane. En 1823, il obtient le titre d'imprimeur du roi. À la fin de sa vie, ne pouvant plus travailler, il est secondé puis remplacé par son fils Jean-Baptiste Alzine.
Sur le plan politique, il a soutenu la monarchie en France, ses opinions vis-à-vis de la situation en Espagne sont plus floues, une enquête sur lui du Ministère de l'intérieur affirmant qu'il publiait en Espagne certains textes anarchistes « par avidité d'argent ».